# 635

## Nașteri
- dată necunoscută: Papa Benedict al II-lea al 81-lea papă (d. 685)
- dată necunoscută: Papa Ioan al V-lea  (d. 686)
- dată necunoscută: Clovis al II-lea  (d. 657)